# Relèvement
Pour les articles homonymes, voir relèvement (homonymie).
Le relèvement est la détermination de l'angle que fait, dans le plan horizontal, la ligne d'un observateur vers un objet avec celle d'une direction de référence fixe. En général, le relèvement se fait par rapport au Nord vrai ou géographique : positif dans le sens horaire.

## Relèvement vrai
Le relèvement vrai d'un point B par rapport à un point A est l'angle entre la direction du Nord géographique et le segment [BA].

## Relèvement magnétique

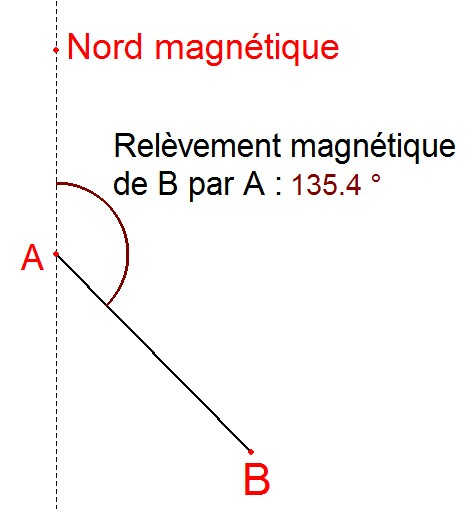

Le relèvement magnétique d'un point B par un point A est l'angle ({\displaystyle {\overrightarrow {AN}},{\overrightarrow {AB}}}) où N est le nord magnétique.
Par rapport au relèvement vrai, il intègre la déclinaison magnétique.
Différents systèmes permettent à un avion de connaître son relèvement magnétique (appelé alors QDR) par rapport à une balise au sol, comme les VHF Omnidirectional Range (ou simplement VOR), TACAN (Tactical Air Navigation), ADF (Automatic Directional Finder), NDB (Non directional Beacon), ou GPS (Global Positioning System).

## Methodologie
Dans Le Cours des Glénans (édition 1995) est précisé : « Prendre le relèvement d'un amer, c'est mesurer l'angle sous lequel on voit cet amer par rapport à une direction de référence qui est le Nord ». Pour le reporter sur une carte, on utilise la règle Cras (variante évoluée d'un rapporteur). On utilise pour mesurer le relèvement un compas de relèvement.
Les différentes méthodes de répartitions de points de relèvement sur l’image nous montre qu'il est évidemment préférable de travailler avec une surabondance de points; ou on peut, constater que la méthode avec les 8 points est la plus précise.